# Charles Philippe Édouard de Liniers
Pour les articles homonymes, voir Liniers.
Charles Philippe Édouard, marquis de Liniers, né à Margerie-Hancourt (Marne) le 2 messidor an XIII (1805), décédé à Beaucamp, près de Vitry (Marne), en 1881, était un général de division français
Il était commandant de la division de Châlons, lors de la guerre de 1870 et défendit Paris lors du siège.
Il était commandeur de l'Ordre de Saint-Grégoire-le-Grand et Grand croix de l'Ordre de François-Joseph, il repose au cimetière de Clamart de Vitry-le-François.